# 布鲁克塞德 (科罗拉多州)
布鲁克塞德（英語：Brookside），是美国科罗拉多州弗里蒙特县下属的一座城市。建市于1905年3月27日，面积大约为0.465平方英里（1.204平方公里）。根据2010年美国人口普查，该市有人口233人。2011年估计该市有人口235人，相比2010年人口增长率为0.86%。同时，论人口该市是科罗拉多州第234大城市。